# Keys to Ascension 2
Keys to Ascension 2 – piąty album koncertowy grupy Yes, wydany w 1997, składający się z dwóch płyt CD. Wszystkie utwory z pierwszej płyty nagrane zostały podczas koncertu w San Luis Obispo w Kalifornii w marcu 1996, natomiast na drugiej płycie znalazły się nagrania studyjne z tej samej sesji, z której pochodzą utwory opublikowane na CD 2 Keys to Ascension.

## Lista utworów
Album zawiera utwory:
CD 1
1. I've Seen All Good People – 7:15
Your Move
All Good People
2. Going for the One – 4:59
3. Time and a Word – 6:23
4. Close to the Edge – 19:41
The Solid Time of Change
Total Mass Retain
I Get Up I Get Down
Seasons of Man
5. Turn of the Century – 7:55
6. And You and I – 10:50
Cord of Life
Eclipse
The Preacher the Teacher
Apocalypse

CD 2
1. Mind Drive – 18:37
2. Foot Prints – 9:07
3. Bring Me to the Power – 7:23
4. Children of Light – 6:03
Children of Light
Lifeline
5. Sign Language – 3:28

## Twórcy
Twórcami albumu są:
- Jon Anderson – śpiew
- Chris Squire – gitara basowa, śpiew
- Steve Howe – gitary, śpiew
- Rick Wakeman – instrumenty klawiszowe
- Alan White – perkusja